# Geminiraptor
Genre
Espèce
Geminiraptor est un genre de dinosaures théropodes de la famille des troodontidés du Crétacé inférieur (Barrémien) de l'Utah. L'unique espèce du genre, Geminiraptor suerezarum, est connue d'un maxillaire, répertorié sous le numéro CEUM 7319, découvert dans le Membre Yellow Cat de la Formation de Cedar Mountain daté d'environ 130 millions d'années. 
Geminiraptor a été nommé par Philip Senter (d), James Ian Kirkland (d), John Bird et Jeff A. Bartlett en 2010. L'épithète spécifique de l'espèce-type (G. suarezarum) se réfère à Celina et Marina Suarez, les géologues jumelles qui ont découvert le site Suarez où le dinosaure a été trouvé. Le nom générique provient du latin geminae (« jumeaux, jumelles », en l'honneur des sœurs Suarez) et de raptor (« celui qui saisit ou prend par la force »).